# 安克桑
安克桑（法語：Inxent，法語發音：[ɛ̃ksɑ̃]）是法国上法蘭西大區加来海峡省的一个市镇，属于蒙特勒伊区。

## 地理
安克桑（50°31'59"N, 1°47'0"E）面积3.78 平方千米，位于法国上法蘭西大區加来海峡省，该省份为法国北部沿海省份，西北濒北海，南至索姆省，东临北部省。
与安克桑接壤的市镇（或旧市镇、城区）包括：伯桑、贝尔尼约勒、隆维利耶、蒙卡夫雷勒、库尔斯河畔雷克。

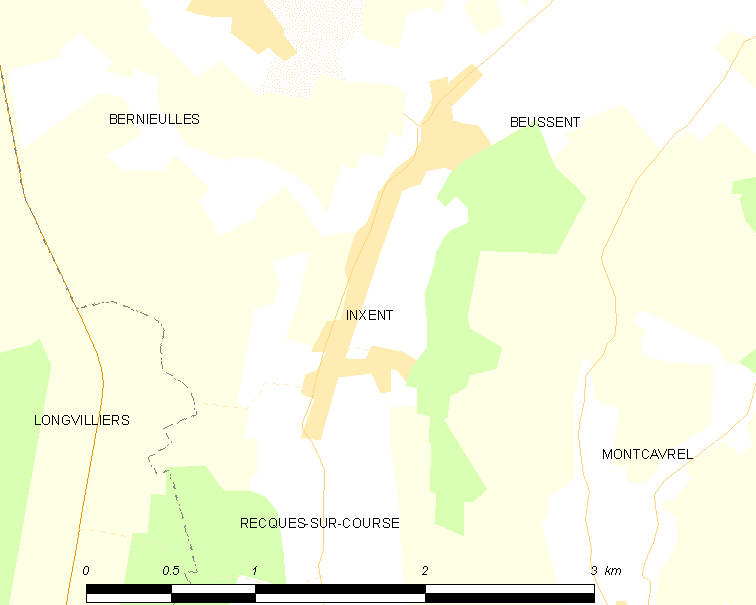
安克桑的OSM定位图

安克桑的时区为UTC+01:00、UTC+02:00（夏令时）。

## 行政
安克桑的邮政编码为62170，INSEE市镇编码为62472。

## 政治
安克桑所属的省级选区为贝尔克县。

## 人口

1962-2008年间安克桑人口变化图示

安克桑于2022年1月1日时的人口数量为157人。